# Ladislav Jehlička
Ladislav Jehlička (29. května 1916 Skuteč – 11. února 1996) byl katolický publicista, redaktor časopisů Řád a Obnova, po druhé světové válce redaktor nakladatelství Vyšehrad, politický vězeň a překladatel.

## Život
Ladislav Jehlička se narodil 29. května 1916 jako nejmladší z pěti dětí. Jeho otec Josef Jehlička byl povoláním švec, náboženským vyznáním římský katolík, politickou orientací sociální demokrat. Matka Marie roz. Lichtenbergová byla absolventkou chrudimské školy ručních prací. Po absolvování měšťanské školy Ladislav studoval na gymnáziu v Chrudimi.
Po maturitě v roce 1936 byl přijat na obor čeština–francouzština na Filozofické fakultě Univerzity Karlovy v Praze, kde studoval u Miloše Weingarta a Josefa Vašici až do Uzavření českých vysokých škol 17. listopadu 1939 nacistickou okupační mocí. Krátce byl zaměstnán jako zemědělský dělník, od ledna 1940 do března 1941 jako úředník Národního souručenství a poté nalezl s ohledem na svůj zájem o literaturu adekvátní pracovní uplatnění jako redaktor Nakladatelství Vyšehrad, kde setrval až do prosince 1945.
V roce 1941 se Jehlička oženil s Josefou „Pušou“ Raisichovou, která tehdy studovala obor čeština– němčina a studium nemohla dokončit ze stejného důvodu jako její partner. V letech 1942 a 1945 se Jehličkovým narodily dcery Věra a Eva.
Po válce zůstal redaktorem nakladatelství Vyšehrad. Počátkem roku 1946 Jehlička přešel do nakladatelství Atlas, kde byl jako redaktor zaměstnán do konce srpna 1946. Stal členem lidové strany a přijal nabídku nového zaměstnání – tiskového tajemníka ministra zdravotnictví Adolfa Procházky, kde působil od 1. září 1946 do 31. března 1948.
V souvislosti s brněnským procesem tzv. Zelené internacionále byl 3. května 1951 zatčen. Byl odsouzen za velezradu a vyzvědačství na 14 let. Po devíti letech byl propuštěn v dubnu roku 1960. Podobně jako i další odsouzené ho postihla konfiskace veškerého majetku.
Po návratu z vězení pracoval Ladislav Jehlička do 1961 jako natěrač kovových konstrukcí u podniku Jáchymovské doly Příbram. Do 1964 pak jako řezač papíru v malé provozovně na Vinohradech v družstvu Znak, kde se vyráběly nálepky a razítka. Odtud odešel do Státního nakladatelství krásné literatury, hudby a umění, od roku 1966 znovu působícího pod původním názvem Odeon, kde získal od 1964 místo výrobního referenta (tj. manipulačního dělníka) a zůstal tam až do 15. září 1968, kdy mohl přejít do „svého“ nakladatelství Nakladatelství Vyšehrad a svého oboru nakladatelský redaktor. V roce 1970 tam stačil založit ediční řadu Historica, kde vyšlo sedm titulů, přičemž výroba tří dalších byla normalizační cenzurní mašinérií zastavena. V roce 1972 byl v souladu s normalizační politikou odstaven ředitel nakladatelství Bedřich Fučík a Jehlička byl v rámci podniku Lidová demokracie „odklizen“ do redakce časopisu Naše rodina. Zde působil do června 1977, kdy dostal výpověď z důvodu dovršení důchodového věku.

## Dílo
- JEHLIČKA, Ladislav. Křik Koruny svatováclavské. Praha: Torst, 2010. 586 s. ISBN 978-80-7215-394-7.